# ERPNext
ERPNext es un software gratuito y de código abierto integrado de planificación de recursos empresariales (ERP) desarrollado por la empresa de software india Frappe Technologies Pvt. Ltd. y basado en el sistema de base de datos MariaDB que utiliza Frappe, un marco de trabajo del lado del servidor basado en Python.
ERPNext es un software ERP genérico utilizado por fabricantes, distribuidores y empresas de servicios. Incluye módulos como contabilidad, CRM, ventas, compras, sitio web, comercio electrónico, punto de venta, fabricación, almacén, gestión de proyectos, inventario y servicios. Además, cuenta con módulos específicos como escuelas, sanidad, agricultura y organizaciones sin ánimo de lucro.
ERPNext es una alternativa a NetSuite y QAD, y similar en funciones a Odoo (anteriormente OpenERP), Tryton y Openbravo. ERPNext fue incluido en la lista ERP FrontRunners de Gartner como Pacesetters.

## Licencia del software
ERPNext se publica bajo la licencia GPL-3.0-only.  En consecuencia, ERPNext no requiere el pago de licencias.  Además, siempre que se respeten los términos de las licencias, es posible modificar el programa.

## Arquitectura
ERPNext tiene una arquitectura Modelo-Vista-Controlador con herramientas de modelado de metadatos que añaden flexibilidad para que los usuarios adapten el software a propósitos únicos sin necesidad de programación.  Algunos atributos de la arquitectura son:
- Todos los objetos del ERP son DocTypes (no confundir con DocTypes HTML) y las Vistas se generan directamente en el navegador.
- El cliente interactúa con el servidor a través de objetos de datos JSON en un servidor Representational state transfer (RESTful).
- Hay capacidad de plug-in (impulsado por eventos) de código en el lado del cliente y del servidor.

El marco subyacente de la aplicación web se llama "Frappe Framework" y se mantiene como un proyecto independiente de código abierto. Frappe comenzó como un marco de metadatos basado en web inspirado en Protégé aunque ha evolucionado de forma diferente.
Esta arquitectura permite el desarrollo rápido de aplicaciones (RAD).

## Código fuente y documentación
El código fuente de ERPNext está alojado en GitHub, utilizando el Git sistema de control de revisiones, y las contribuciones también se gestionan utilizando GitHub. Un manual de usuario completo está disponible en el sitio web del proyecto.

## Software como servicio
ERPNext está disponible tanto en hosting para usuarios como en Software as a service (SaaS) desde su página web. El producto también recibió una financiación de 10 crore INR (1,3 millones de dólares) de Zerodha y Rainmatter en junio de 2022.

## Inversión
En noviembre de 2020, la incubadora Rainmatter invirtió ₹ 10 millones de rupias ($ 1,3 millones) en Frappe Technologies PL, para respaldar el desarrollo de ERPNext, otros productos de código abierto y planes de escala.

## Historial de versiones
Versión antigua, sin soporte oficial, solo soporte de la comunidad
     Versión soportada o compatible
     Versión futura
| Versión | Fecha y mes de lanzamiento | Cambios significativos | Licencia de software |
| ------- | -------------------------- | --- | -------------------- |
| 1.0     | Junio de 2010              | Primera versión. El código fuente de ERPNext fue (entonces) publicado en Google Code. | GNU GPL              |
| 2.0     | Julio de 2012              | | GNU GPL              |
| 3.0     | Abril de 2013              | | GNU GPL              |
| 4.0     | Febrero de 2014            | Introducida la arquitectura de aplicaciones en Frappe Framework. | GNU GPL              |
| 5.0     | 19 de mayo de 2015         | Interfaz de usuario mejorada, variantes de artículos, generador de formatos de impresión, compartir, protagonizar, líneas de tiempo de documentos, contabilidad multidivisa, modelo de fiesta | GNU GPL              |
| 6.0     | 2 de septiembre de 2015    | ERPNext Schools, vista de calendario para transacciones, exportaciones de doctype. | GNU GPL              |
| 7.0     | 22 de julio de 2016        | TPV online/offline, depreciación de activos, entrada de pagos, hojas de horas, cuadros de mando, rejilla editable, vista de entrada rápida, listas más inteligentes. | GNU GPL              |
| 8.0     | 30 de marzo de 2017        | Búsqueda global, Vista Kanban, Versionado de documentos, Eliminar y restaurar, Bandeja de entrada de correo electrónico, Préstamo para empleados, TPV mejorado, Múltiples UM en ventas, Sistema de acumulación en nóminas, Permisos personalizados, Comentarios de clientes, Módulo de evaluación escolar | GNU GPL              |
| 9.0     | 26 de septiembre de 2017   | Dominio de la sanidad, suscripción, gestión de cuotas escolares, nuevo asistente de configuración | GNU GPL              |
| 10.0    | 29 de diciembre de 2017    | Dominio agrícola, Dominio sin ánimo de lucro, Actualizaciones de importación de datos, Avance de empleados, Mejoras de variantes de artículos. | GNU GPL              |
| 11.0    | 10 de diciembre de 2018    | Estado financiero consolidado multiempresa, Nómina por declaración de impuestos, Alta y baja de empleados, Libro de finanzas, Contabilidad CWIP, Plantilla, Asiento entre empresas, Revalorización del tipo de cambio, Política de vacaciones, Flujos de trabajo condicionales, Nómina y período contable, Activos seriados, Retención de impuestos, Plan de turnos, Presupuestación en solicitud de material. | GNU GPL              |
| 12.0    | 22 de julio de 2019        | Cuadro de mando gráfico, Informe personalizado con creador de gráficos, Compatibilidad con Postgres, Campo de selección múltiple, Sitio web y portal mejorados, Regla de precios mejorada, Dimensiones de contabilidad, Descuento de facturas, Explorador de listas de materiales, Asistencia automática, Libro de vacaciones, Esquema promocional, SLA, Campaña de correo electrónico, Sistema de gestión de aprendizaje, Sistema de Gestión de Calidad, Mejoras en la Planificación de la Producción, Plantilla de Proyecto, Nuevo Escritorio, Navegación por Teclado, Vista Previa de Enlaces, Regla de Asignación, Integración de Llamadas de Exotel, Hitos, Repetición Automática, Seguimiento de Documentos, Puntos de Energía, Contactos de Google, Cifrado de PDF, Impresión en Bruto, Refactorización de Formularios Web, Columnas Personalizadas en Informe. | GNU GPL              |
| 13.0    | 2020                       | Escritorio personalizado, SLA en documentos personalizados, Cuadros de mando para cada módulo, Módulo de hospitalización en sanidad, Incorporación de módulos, Transmisión de eventos, Contabilidad perpetua para servicios, Cancelación de transacciones posteriores con un solo clic, Facturación de TPV, Previsión de producción, Publicación en redes sociales desde ERPNext, Cálculo de FP y PT en India, Campo obligatorio condicional, Plantilla de lista de materiales y JV, Informes GST de India. | GNU GPL              |
| 14.0    | 1 de agosto de 2022        | Espacios de trabajo personalizables, nuevo generador de formatos de impresión, nuevo flujo de subcontratación, organigrama, vista de pestañas en formularios, gestión de almacenes y dimensiones de inventario, gestión de desechos, libro de pagos, contabilidad KSA y Tanzania, agrupación y división de activos, capitalización de activos, procesamiento de transacciones en masa, mejor gestión de transacciones multidivisa. | GNU GPL              |

## FOSS United
FOSS United (anteriormente ERPNext Open Source Software Foundation) es una organización sin ánimo de lucro. El objetivo de la fundación es proporcionar una plataforma para que la comunidad FOSS de la India se reúna y cree aplicaciones de código abierto. La fundación también organiza varios eventos como conferencias y sprints de código.